# Daniel Diges
Daniel Diges Garcia, född 17 januari 1981 i Madrid, uppvuxen i Alcalá de Henares, är en spansk sångare, pianist, kompositör och skådespelare.
Daniel tävlade för Spanien i Eurovision Song Contest 2010 i Oslo med låten Algo pequeñito. Låten slutade på en 15:e plats efter att Jimmy Jump tagit sig in på scenen under framförandet och dansat med i låten. Efter denna händelse beslutades att Daniel skulle få göra om sitt framförande.